# Grasset
Uitgeverij Grasset, volledige naam Éditions Grasset & Fasquelle, meestal aangeduid als Éditions Grasset, is een in 1907 opgerichte Franse uitgeverij. De in Parijs gevestigde onderneming is sinds 1981 onderdeel van Hachette Livre, dat op zijn beurt onderdeel is van de Lagardère-groep, maar opereert nog steeds onder eigen naam en directie.

## Geschiedenis
Het bedrijf werd in 1907 opgericht door Bernard Grasset (1881-1955). Bernard Grasset verkocht zijn aandelen in 1954 aan Hachette, maar het bedrijf werd pas in 1981 onderdeel van het Hachette concern. In 1959 (effectief in 1967) fuseerde het bedrijf met het door Eugène Fasquelle opgerichte Éditions Fasquelle, dat in 1896 was ontstaan door de overname van de destijds gerenommeerde Librairie Charpentier, uitgever van onder anderen Gustave Flaubert, Émile Zola, Guy de Maupassant, Octave Mirbeau en Alphonse Daudet. Fasquelle wist de voornaamste auteurs van Charpentier te behouden en voegde daar verschillende andere grote namen aan toe: Stéphane Mallarmé, Alfred Jarry, Pierre Louÿs, Maurice Maeterlinck, Henry de Montherlant, Marcel Pagnol, Charles-Ferdinand Ramuz, Edmond Rostand en Valery Larbaud. In 1912 stuurde Marcel Proust hem het manuscript van Du côté de chez Swann, het eerste deel van À la recherche du temps perdu. Fasquelle zag er niets in, maar zijn concurrent Bernard Grasset, die toen nog maar net begonnen was, wel.
Enkele (vroege) uitgaven van Charpentier, Fasquelle en Grasset

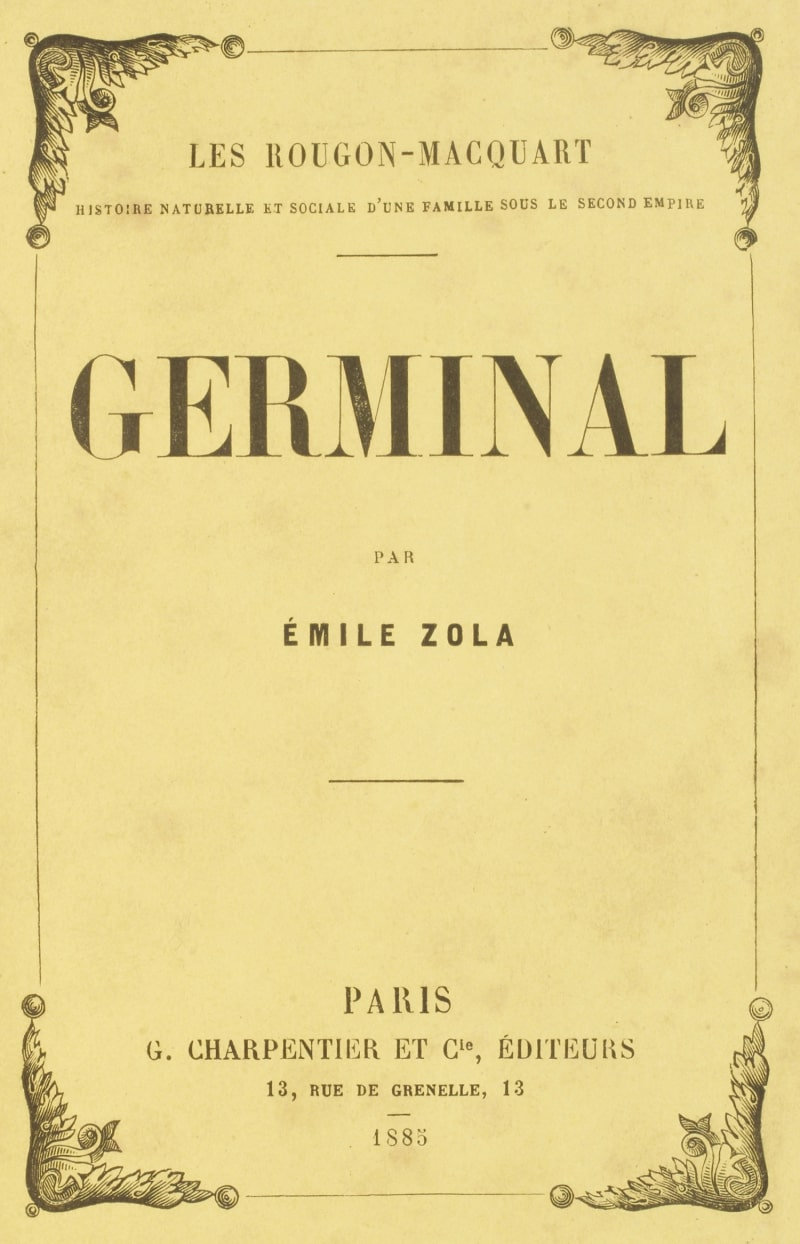
Zola's Germinal (Charpentier)
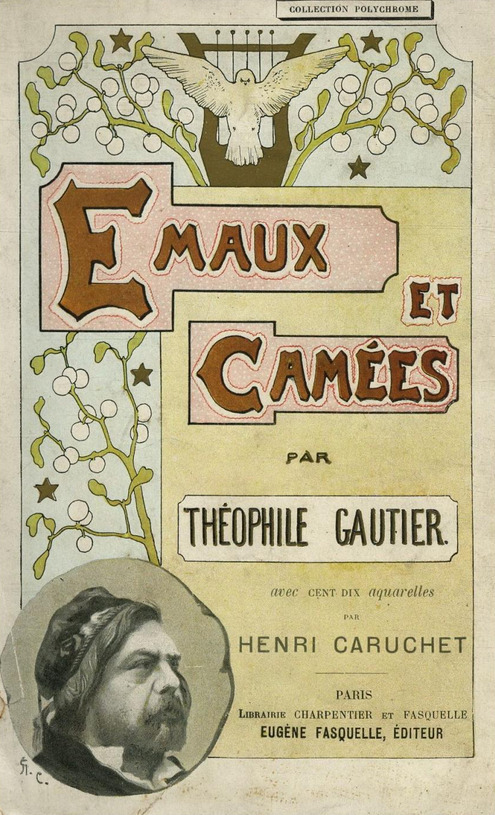
Gautiers Émaux et camées (Charpentier & Fasquelle)
- Mallarmés Divagations (Fasquelle)
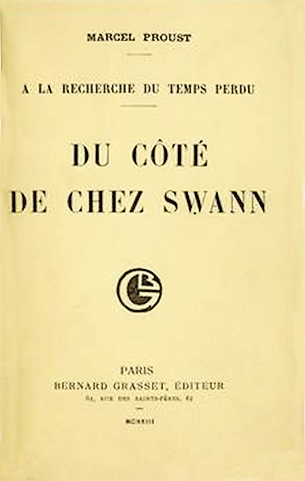
Prousts Du côté de chez Swann (Grasset)
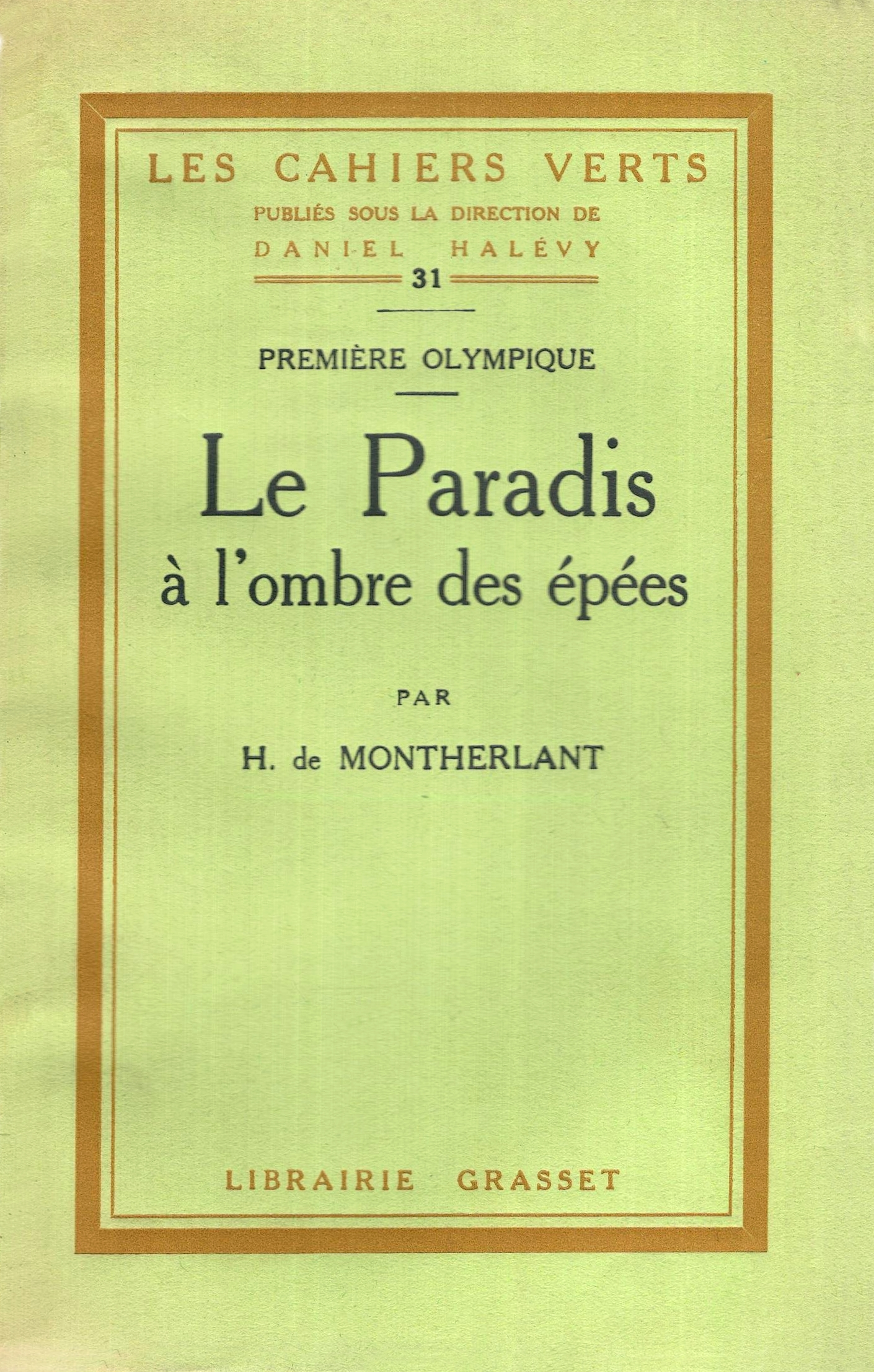
Montherlants Le Paradis à l'ombre des épées (Grasset)
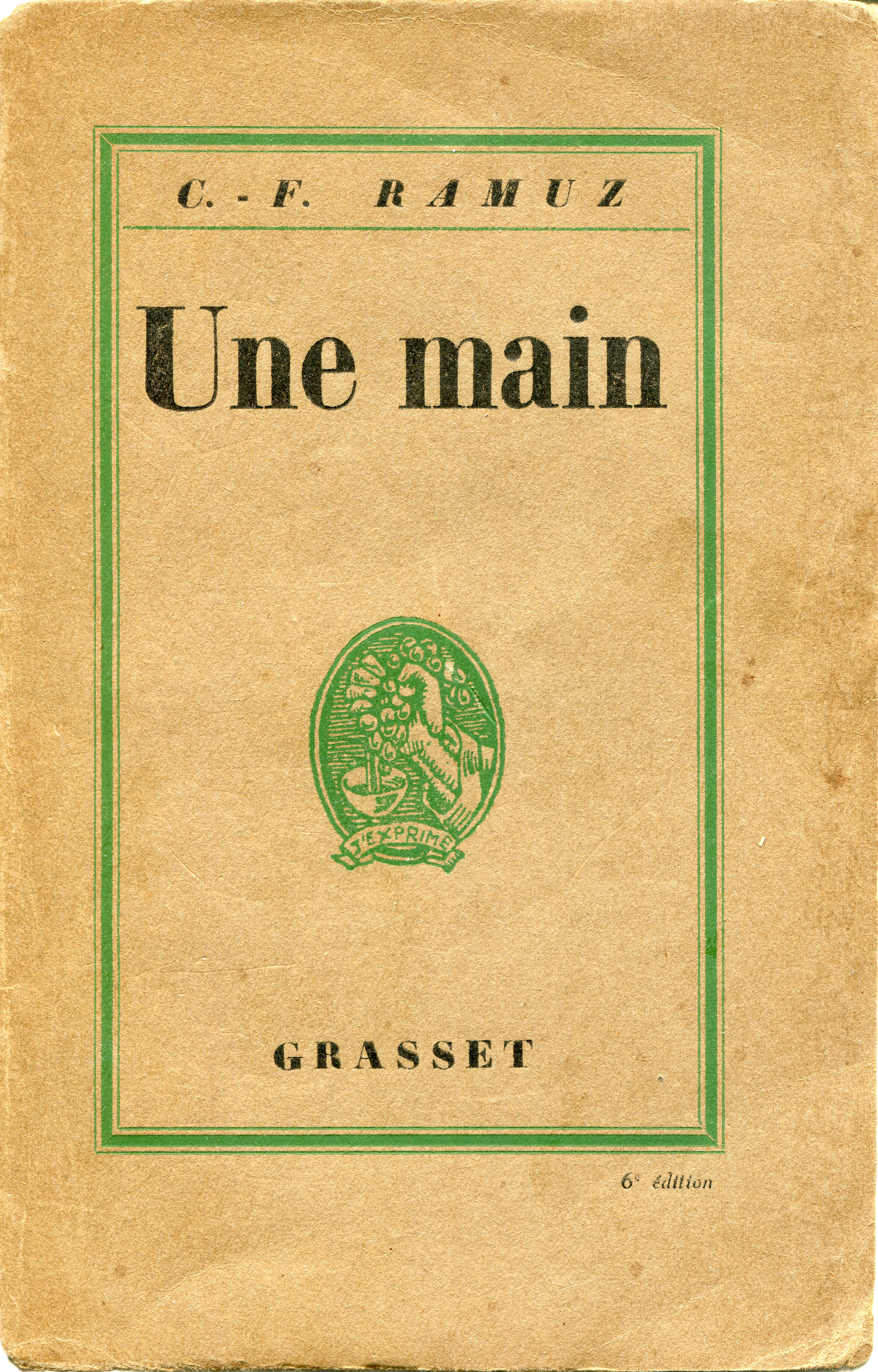
Ramuz' Une main (Grasset)

In 1951 volgde Charles Fasquelle, de zoon van Eugène, hem op. Drie jaar later, in 1954, kreeg zijn kleinzoon, Jean-Claude Fasquelle, de leiding. Hij leidde het bedrijf vanaf 1959 naar de fusie met Grasset. In 1967 was de fusie definitief en in 1969 werd Jean-Claude Fasquelle algemeen directeur van Éditions Grasset & Fasquelle. In 1981 werd hij bestuursvoorzitter (CEO). In 2000 werd hij voorzitter van de raad van commissarissen en Olivier Nora volgde hem op als voorzitter van de raad van bestuur. Het bedrijf behaalde in 2007 een omzet van 17,5 miljoen euro.
Ook na de overname door Hachette in 1981 publiceerde Grasset talloze Franse en internationale schrijvers, waaronder Umberto Eco, Gabriel García Márquez, Colm Tóibín en Hanya Yanagihara. Diverse Grasset-auteurs werden bekroond met de Prix Goncourt (o.a. Antonine Maillet, Lucien Bodard, Amin Maalouf en François Weyergans) en de Prix Renaudot (o.a. François Weyergans, Pascal Bruckner, Frédéric Beigbeder, Virginie Despentes en Yann Moix).

## Boekenreeksen

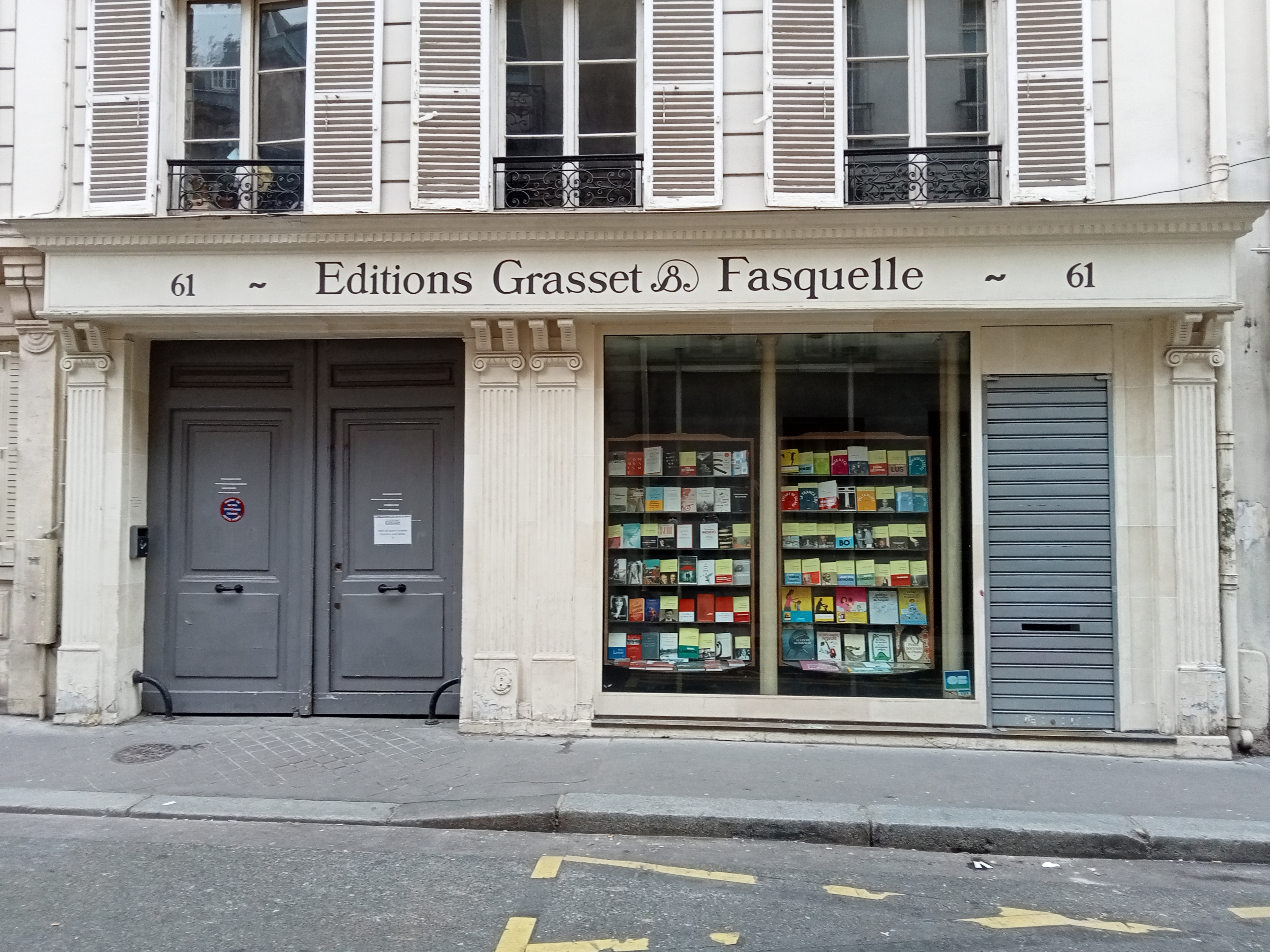
Het hoofdkantoor van Grasset & Fasquelle in de rue des Saints-Pères

- Les Cahiers verts: de lancering van deze verzameling algemene literatuur, onder redactie van Daniel Halévy, vond plaats in 1921. De eerste aflevering betrof Maria Chapdelaine van Louis Hémon, dat meteen een succes werd. Daarna volgde Les Cœurs des autres van Gabriel Marcel. Andere auteurs die aan de serie meewerkten waren:  Maurice Barrès, Paul Valéry, François Mauriac, Henry de Montherlant, Drieu La Rochelle, Jean Giraudoux, Robert Browning, George Moore en Lev Sjestov. De collectie werd begin jaren zestig beëindigd.
- Les Cahiers rouges: in 1983 ging deze nieuwe reeks van start, een semi-pocketcollectie die herkenbaar is aan de rode omslag en die zich qua prijs en formaat op een tussenniveau tussen een pocketeditie en een hardcover bevindt. De reeks bestond omstreeks 2010 al uit zo'n 370 werken. De collectie bestaat voor een groot gedeelte uit "moderne klassiekers": Paul Morand, Jean Cocteau, Irène Némirovsky, Thomas en Klaus Mann, Jean Giono, Vladimir Nabokov, Francis Scott Fitzgerald, Truman Capote, Gabriel García Márquez, Stefan Zweig en Paul Theroux. Ook zijn er enkele bloemlezingen van gedichten, zoals van Paul Verlaine of Walt Whitman. Daarnaast zijn er uitgaven waarin beeldend kunstenaars centraal staan, zoals de brieven van Paul Cézanne, Edgar Degas, Vincent van Gogh, Paul Klee en Salvador Dalí.
- Le Collège de philosophie, een reeks populaire filosofische uitgaven, geredigeerd door Luc Ferry en Alain Renaut.

- Library of Congress Control Number: n85117843
- Nationale Bibliotheek van Tsjechië: xx0321708
- Virtual International Authority File: 305290209